# Мыс Астафьева (станция)
Мыс Аста́фьева — конечная припортовая железнодорожная станция с пассажирским сообщением на линии Угольная — Мыс Астафьева Владивостокского региона ДВЖД. Находится на территории города Находка Приморского края.
Мыс Астафьева — самая удалённая от Москвы железнодорожная станция в материковой части России

## Характеристика станции
Станция Мыс Астафьева является частью Находкинского железнодорожного узла (узловая станция — Находка).
Парк станции объединяет 6 приёмо-отправочных и сортировочных путей полезной длиной 687—857 метров, 2 маневровые вытяжки протяжённостью 250 метров каждая.
Станция осуществляет приём, расформирование, формирование и отправление грузовых поездов по обслуживанию Находкинского морского торгового порта и Терминала Астафьева. Основные грузы: чёрные металлы и каменный уголь.
Станция Мыс Астафьева (код № 98560) осуществляет приём и выдачу грузов повагонными и мелкими отправками, загружаемых целыми вагонами, только на подъездных путях и путях необщего пользования; производит коммерческие операции по приёму и выдаче повагонных и мелких отправок на подъездных путях, приём и выдачу грузов в универсальных контейнерах 3 и 5 тонн.
Станции Мыс Астафьева-экспорт (код № 98570) и Мыс Астафьева-перевалка (код № 98580) осуществляют приём и выдачу грузов повагонными и мелкими отправками, загружаемых целыми вагонами, только на подъездных путях и путях необщего пользования; приём и выдачу грузов в универсальных контейнерах транспорта массой брутто 3 и 5 тонн на подъездных путях; производит коммерческие операции по приёму и выдаче грузов в универсальных контейнерах до 20 тонн. Норма среднесуточной выгрузки на станции Мыс Астафьева-экспорт в 2009 году составляла 280 вагонов.
Недостаточные пропускные возможности станции при возросшем грузопотоке сверх утверждённого норматива являются причиной ежегодных заторов на железной дороге, сбоев в работе порта и многомиллионным искам РЖД в адрес НМТП. Станция была признана одной из лучшей в соревновании на профессионализм, приуроченный к 110-й годовщине образования ДВЖД в 2007 году.

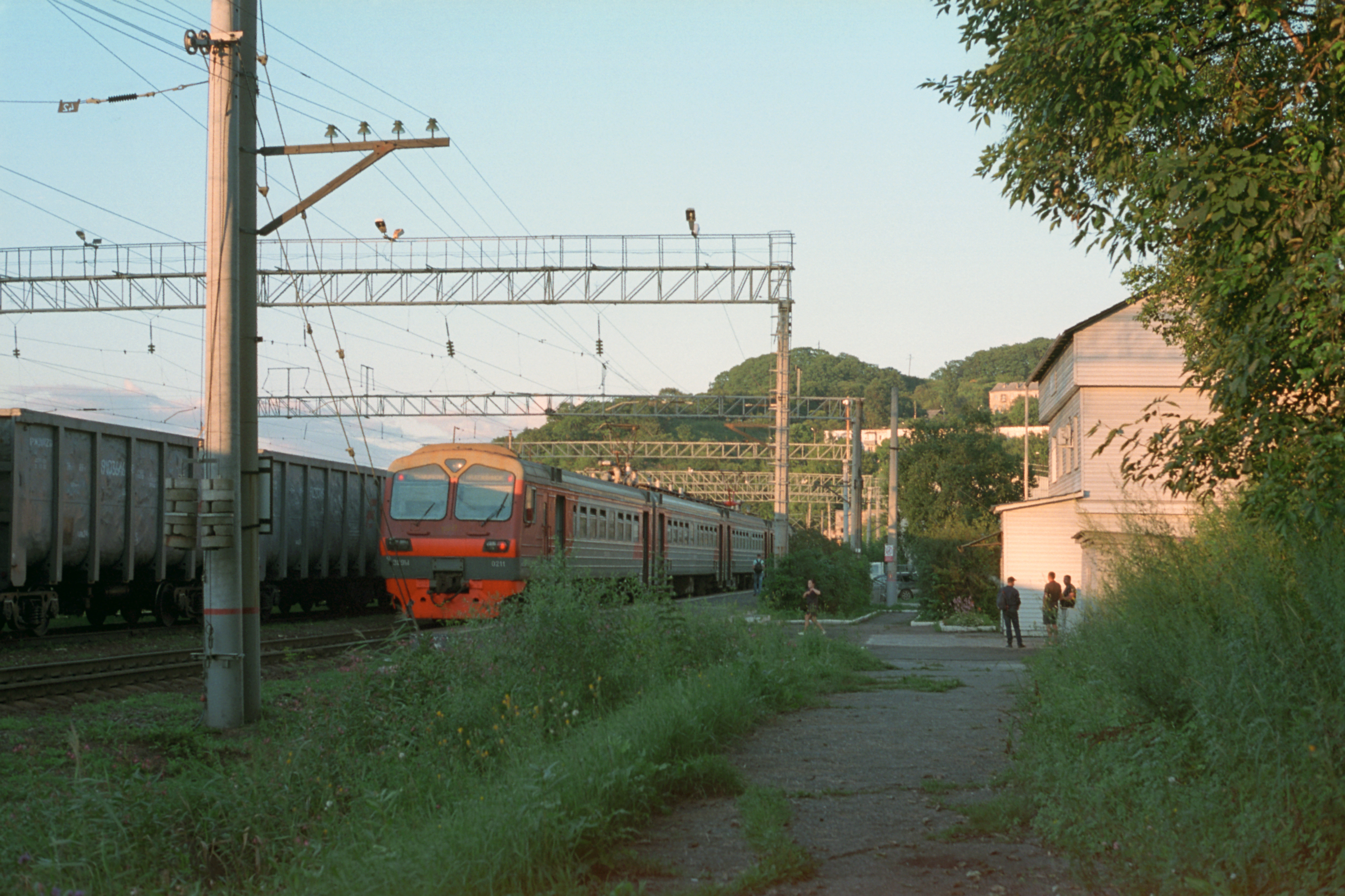
Электричка из Владивостока на конечной станции Мыс Астафьева (2022)

В 2012 году достигнуто соглашение с РЖД, согласно которому в ближайшем будущем станция «Мыс Астафьева» будет модернизирована. Также ведется проектирование конвейерной системы, которое завершится уже в январе 2013 года. Реализация проекта позволит к 2015 году создать в регионе суперсовременный комплекс по перевалке угля, не имеющий аналогов в России, и увеличить его мощности с полутора до шести млн тонн в год.
Вице-президент ОАО «РЖД» Анатолий Краснощек дал поручение — включить проект модернизации «Терминала Астафьева» в план развития «Российских железных дорог» до 2020 года. Принято решение о предоставлении технических условий на грузопоток шесть млн тонн в год. Также будет заключено дополнительное соглашение о финансировании модернизации станции. ОАО «Терминал Астафьева» в качестве партнера ОАО «РЖД» выразил готовность финансировать работы по модернизации станции «Мыс Асатфеьва». Проектом предусмотрено два этапа модернизации станции общего пользования «Мыс Астафьева». После первого этапа, станция будет способна увеличить грузопоток до трех млн тонн, а после выполнения второго этапа грузопоток вырастет до шести млн тонн. Увеличится количество железнодорожных составов, которые смогут проходить через станцию в находкинские порты, в том числе и в «Терминал Астафьева».

## Пассажирское сообщение по станции
Ежедневно на станции оборачиваются два пригородных поезда: утренний Партизанск — Мыс Астафьева — Партизанск и вечерний Владивосток — Партизанск — мыс Астафьева. До 2002 года курсировал пригородный поезд до Порта Восточного. Вокзал на станции отсутствует.

Карта железнодорожных станций в Находке

## Комментарии
1. ↑  С учетом железнодорожной сети острова Сахалин самой отдаленной от Москвы станцией РЖД является станция Ноглики (9664 км).